# Левинсон, Джеймс
Джеймс Левинсон (англ. James A. Levinsohn; род. 1958) — директор-основатель Джексоновского института глобальных проблем Йельского университета, профессор экономики и менеджмента Йельского университета.

## Биография
Своё образование получил в колледже Уильямса, где получил степень бакалавра по политэкономии в 1981 году, магистерскую степень (M.P.A.) в
Школе общественных и международных отношений имени Вудро Вильсона при Принстонском университете в 1985 году. В 1988 году успешно защитил докторскую диссертацию и был удостоен докторской степени (Ph.D.) по экономике в Принстонском университете в 1988 году.
Свою трудовую деятельность начал в должности консультанта министерства финансов Ботсваны в 1982 году. Свою преподавательскую деятельность начал в должности преподавателя в Школе общественных и международных отношений имени Вудро Вильсона в 1986—1987 годах. Затем был ассистентом профеcсора в 1987—1992 годах, ассоциированным профессором в 1992—1999 годах в Мичиганском университете. Профессор экономики и государственной политики в 1999—2009 годах, региональный директор Института Уильяма Дэвидсона при Мичиганском университете в 1999—2002 годах, профессор Дж. Айра и Ники Харрис на кафедре государственной политики в Мичиганском университете в 2003—2009 годах, заместитель декана Школы публичной политики имени Джеральда Р. Форда при Мичиганском университете в 2003—2007 годах.
Являлся сотрудником в 1990—1992 годах, а с 1992 года научным сотрудником в Национальном бюро экономических исследований, помощником заведующего кафедрой в 1994—1996 годах, временным заведующим кафедрой в 1996—1997 годах экономического факультета Мичиганского университета, соредактором журнала Journal of International Economics в 1996—1999 годах, членом редколлегии в 1998—2004 годах, а с 2004 заместитель редактора журнала Journal of Economic Literature, членом редколлегии «Berkeley Electronic Journals in Economic Analysis and Policy» в 2002—2004 годах, консультантом администрации президента Южной Африки в 2004—2008 годах, консультантом Центрального статистического управления Министерства финансов Ботсваны в 2005 году, заместитель редактора журнала The Review of Economics and Statistics с 2003 года, в редколлегии журнала The American Economic Review в 2006—2009 годах.
В настоящее время является Чарльз У. Гудиер профессором по глобальным вопросам Йельского университета с 2010 года, профессором Фонда Коулса по экономическим исследованиям при Йельском университете с 2010 года, директор-основатель Джексоновского института глобальных проблем Йельского университета с 2010 года.

## Награды
За свои достижения был неоднократно награждён:
- 1983—1986 — стипендия Принстонского Университета;
- 1986—1987 — стипендия Слоуна от Фонда Слоана по международной экономике;
- 1989—1990 — грант факультета Рэкхэм Мичиганского университета;
- 1990—1991 — национальная стипендия Гувера от Гуверовского института при Стэнфордском университете;
- 1991 — премия Мичиганского университета «за выдающиеся достижения в области образования»;
- 1992 — стипендия факультета Мичиганского университета на 1992 год;
- 1992—1994 — грант Национального научного фонда ($228 000);
- 1993 — награда «Лучший профессор» от магистрантов экономического факультета Мичиганского университета;
- 1995 — грант Уильяма Вольфа от Мичиганского университета за «выдающуюся учёность»;
- 1997—2000 — исследовательский грант от Фонда Рассела Сейджа[англ.] ($170,000);
- 1998 — премия «за выдающиеся достижения в области образования» от Мичиганского университета;
- 1999—2002 — исследовательский грант от Фонда Меллона[англ.] ($300,000);
- 2002—2005 — исследовательский грант от Фонда Меллона ($400,000);
- 2003 — вошёл в листинг Who’s Who in Economics;
- 2004—2009 — исследовательский грант от Национального института здоровья детей и развития человеческого потенциала[англ.] ($3 000 000);
- 2009 — грант на поддержку учебных семинаров в Южной Африке от Фонда Кресги;
- 2020 — Clarivate Citation Laureates.